# إرمسندة
إرمِسِنْدة أو (نقحرة: إيرميسندي) هي مدينة من مدن البرتغال. يبلغ عدد سكانها 38798 نسمة وذلك حسب إحصائيات سنة 2011.

## أعلام
- أنطونيو فيريرا غوميز
- ألبرتو ريبيرو